# الحريقة (الهرمل)
الحريقة أو حريقه هي إحدى القرى اللبنانية من قرى قضاء الهرمل في محافظة بعلبك الهرمل.